# 1809 en science
| Années de la science : 1806 - 1807 - 1808 - 1809 - 1810 - 1811 - 1812    |
| Décennies de la science : 1770 - 1780 - 1790 - 1800 - 1810 - 1820 - 1830 |

Cet article présente les faits marquants de l'année 1809 en science.

## Événements

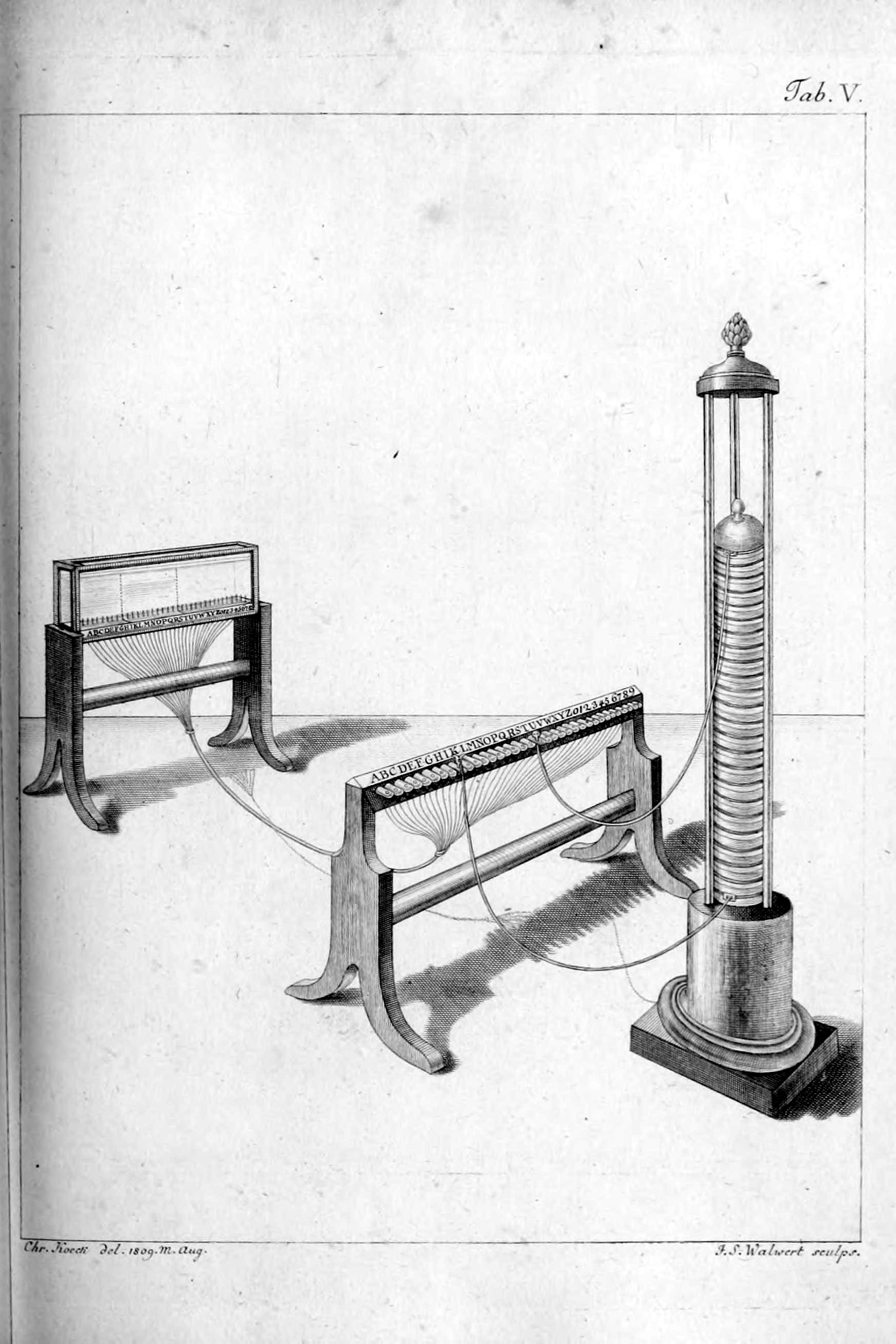
Télégraphe électrique de Sömmering.

- 11 février : Robert Fulton obtient un brevet pour ses découvertes sur la navigation par la vapeur[1].
- 5 mai : Mary Dixon Kies obtient le premier brevet américain accordé à une femme pour un procédé de tissage de la paille avec de la soie pour la fabrication de chapeaux[2].
- 8 juillet : William Hyde Wollaston présente un goniomètre à réflexion à la Royal Society[3].
- 24 juillet : Louis Poinsot lit à l'Académie des sciences son Mémoire sur les polygones et les polyèdres, publié en 1810 dans le Journal de l'École polytechnique ; il y expose sa découverte de deux autres polyèdres concaves[4].
- 28 août : l'inventeur prussien Samuel Thomas von Sömmering présente le premier télégraphe électrique à l'Académie des sciences de Bavière. Il est présenté à l'Institut de France le 5 décembre[5].

- Première découverte d’un fossile de dinosaure, un tibia plus tard identifié comme appartenant à un iguanodon, collecté par William Smith à Cuckfield dans le Sussex[6].
- Wollaston démontre que le niobium et le titane sont des corps simples et non des composés[7].

## Publications

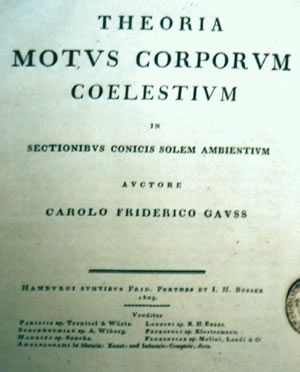
Théorie du mouvement des corps célestes.

- Carl Friedrich Gauss : Theoria motus corporum cœlestium in sectionibus conicis solem ambientium (Théorie du mouvement des corps célestes parcourant des sections coniques autour du soleil, qui introduit la constante gravitationnelle de Gauss et contient un développement de la méthode des moindres carrés[8].
- Jean-Baptiste de Lamarck : Philosophie zoologique où il propose la première théorie de l'évolution, le transformisme[9]
- William Maclure : Observations sur la géologie des États-Unis qui dresse la première carte géologique des États-Unis.

- Siméon Denis Poisson : Sur les inégalités séculaires des moyens mouvements des planètes et Sur la variation des constantes arbitraires dans les questions de mécanique, dans le Journal de l'École polytechnique.

- Rapports de l’Institut de France sur « Les progrès des sciences, des arts et des lettres depuis 1789 » (Delambre, Georges Cuvier (1769-1832), Chénier, Dacier, Le Breton).
- Premier volume de la Description de l'Égypte ou Recueil des observations et recherches qui ont été faites en Égypte pendant l'expédition française.

## Prix
- Médailles de la Royal Society
  - Médaille Copley : Edward Troughton

## Naissances

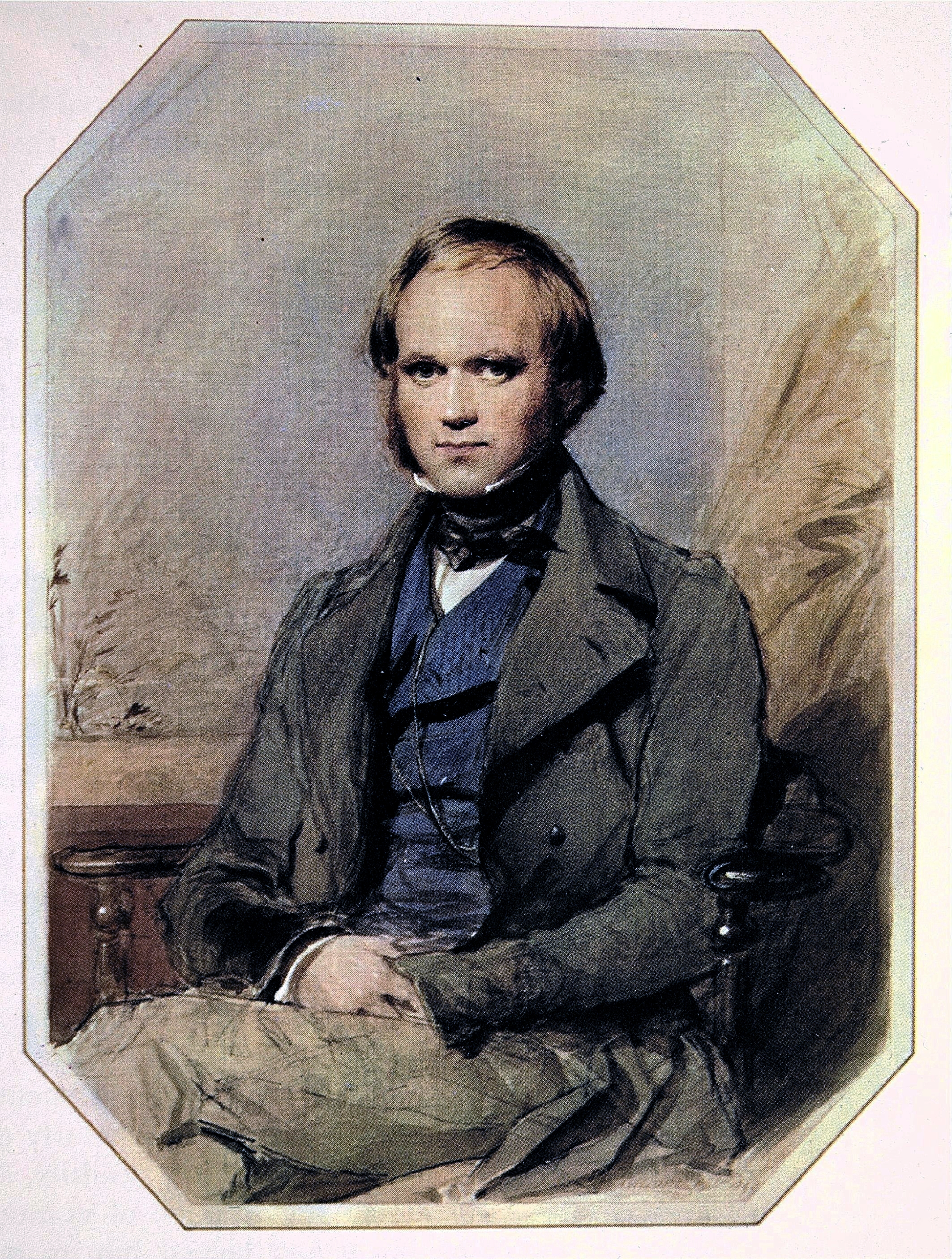
Charles Darwin

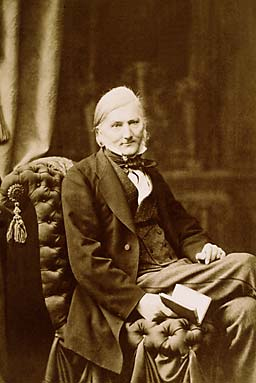
Oswald Heer

- 6 février : Theodore Edward Cantor (mort en 1860), médecin et naturaliste danois[10].
- 12 février : Charles Darwin (mort en 1882), naturaliste anglais.
- 15 février : André Hubert Dumont (mort en 1857), géologue et minéralogiste belge.
- 24 février : Asa Fitch (mort en 1879), entomologiste américain.
- 15 avril : Hermann Günther Grassmann (mort en 1877), mathématicien et physicien allemand.
- 20 avril : James David Forbes (mort en 1868), physicien écossais.
- 22 avril : William King (mort en 1886), géologue britannique.

- 3 mai : Laurent-Guillaume de Koninck (mort en 1887), paléontologue et chimiste belge.
- 11 mai : Emmanuel-Louis Gruner (mort en 1883), ingénieur français d’origine suisse.
- 21 mai : Edward Barry (mort en 1879), archéologue et historien français.

- 4 juin : John Henry Pratt (mort en 1871), géodésiste et pasteur anglais.

- 9 juillet : Friedrich Gustav Jakob Henle (mort en 1885), pathologiste et anatomiste allemand.
- 27 juillet : Amédée Burat (mort en 1883), géologue français.

- 31 août : Oswald Heer (mort en 1883), géologue et naturaliste suisse.

- 4 septembre :
  - Ludwig Lindenschmit père (mort en 1893), préhistorien, peintre et dessinateur allemand.
  - Luigi Federico Menabrea (mort en 1896), mathématicien, ingénieur militaire et homme politique piémontais.
- 8 septembre : Armand Husson (mort en 1874), économiste et administrateur français.
- 24 septembre : Robert Kane (mort en 1890), chimiste irlandais.
- 27 septembre : François Jules Pictet de La Rive (mort en 1872), zoologiste et paléontologue suisse.

- 7 octobre : Johann Heinrich Blasius (mort en 1870), zoologiste allemand.

- 6 novembre : Rudolf Kohlrausch (mort en 1858), physicien allemand.
- 9 novembre : Thomas Wright (mort en 1884), chirurgien et paléontologue britannique.

- 1er décembre : Pierre-Dominique Bazaine (mort en 1893), ingénieur français.
- 17 décembre : Wolfgang Sartorius von Waltershausen (mort en 1876), géologue allemand.
- 19 décembre : Pierre-Joseph van Beneden (mort en 1894), paléontologue et zoologiste belge.

## Décès

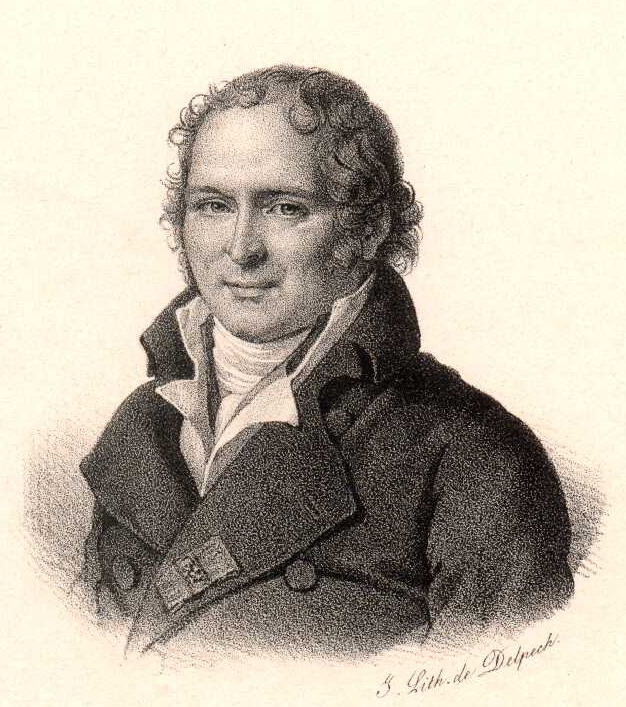
Antoine-François Fourcroy

- 10 février : Jörgen Zoega (né en 1755), archéologue danois.
- 3 mars : Frédéric-Louis Allamand (né en 1736), botaniste suisse.
- 18 mai : Leopold Auenbrugger (né en 1722), médecin autrichien.

- 18 août : Matthew Boulton (né en 1728), industriel britannique.

- 18 septembre : Gottfried Christoph Beireis (né en 1730), chimiste et médecin allemand.
- 29 septembre : Charles-François Dupuis (né en 1742), érudit, scientifique et homme politique français.

- 1er octobre : Jacques Barraband (né en 1768), peintre ornithologique français.
- 11 octobre : Meriwether Lewis (né en 1774), explorateur américain.
- 23 novembre : József Jakab Winterl (né en 1739), chimiste et botaniste hongrois.
- 16 décembre : Antoine-François Fourcroy (né en 1755), chimiste français et député à la Convention nationale.